# Croton icche
Espèce
Classification APG II (2003)
Croton icche est une espèce de plantes à fleurs du genre Croton et de la famille des Euphorbiaceae présente au sud-est du Mexique.